# Амэ-но коянэ-но микото
Амэ-но коянэ-но микото (яп. 天児屋命, 天児屋根命) — в синтоизме — ками, мужское божество, сын бога Когото-мусуби-но ками (по «Нихон сёки»).
Амэ-но коянэ-но микото является одним из божеств, которым поклоняются в синтоистском святилище Касуга-тайся, в японском городе Нара. Согласно преданиям, Амэ-но коянэ-но микото считается священным предком аристократического рода древней Японии Фудзивара.